# UNI-Europa
UNI-Europa ist ein Europäischer Gewerkschaftsverband von Dienstleistungs-Gewerkschaften mit Sitz in Brüssel. Er entstand im Jahr 2000 aus dem Zusammenschluss von vier Vorgängerverbänden und vertritt über 7 Millionen Mitglieder in 272 Gewerkschaften in 50 Ländern. Der 4. UNI-Europa-Kongress fand 2016 in Rom statt.
Der Verband ist Teil der  Globalen Gewerkschaftsföderation UNI Global Union und Mitglied im  Europäischen Gewerkschaftsbund. Wichtigste Aufgabe ist durch Kontakte mit und Lobbyarbeit bei der EU-Kommission und auch durch Herantragen gewerkschaftlicher Anliegen und Kampagnen an Mitglieder des Europäischen Parlaments Dienste für die Mitgliedsgewerkschaften und deren Mitglieder zu leisten.

## Geografischer Organisationsbereich
„Europa“ ist bei der Zuordnung von Ländern zu UNI Europa weit gefasst und umfasst die folgenden Gebiete:
- I:  Großbritannien and Irland
- II: Skandinavische Staaten
- III: Südeuropa: Griechenland, Italien, Malta, Portugal, Spanien, Türkei, Zypern,
- IV: Benelux, Frankreich, Monaco
- V: Deutschland, Österreich, Schweiz
- VI: Mittel-, Südost-Europa und Baltikum: Albanien, Bosnien und Herzegowina, Bulgarien, Estland, Kroatien, Lettland, Litauen, Mazedonien, Moldawien, Polen, Rumänien, Slowakische Republik, Slowenien, Tschechische Republik, Ungarn,
- VII: Ost-Europa: Armenien, Aserbaidschan, Georgien, Russland, Ukraine, Weißrussland
- VIII: Naher und Mittlerer Osten: Bahrain, Israel, Bahrain, Jordanien, Palästina

## Mitgliedsgewerkschaften in Deutschland, Österreich und der Schweiz
Mitgliedsorganisationen sind
- aus Deutschland: Vereinte Dienstleistungsgewerkschaft (ver.di),
- aus Österreich: die Gewerkschaft GPA, die Gewerkschaft der Post- und Fernmeldebediensteten (GPF) und die Gewerkschaft vida,
- aus der Schweiz: Syndicom.

## Organisation
UNI-Europa Präsident ist Peter Hellberg, UNI-Europa-Regionalsekretär ist Oliver Roethig.
Sektoren / Mitgliederzahlen (Stand Ende 2006)
| Sektor                                                                       | UNI Europa | UNI Global Union |
| ---------------------------------------------------------------------------- | ---------- | ---------------- |
| Handel                                                                       | 2.171.457  | 3.906.167        |
| Finanz                                                                       | 1.216.603  | 2.362.601        |
| IBITS (Mitarbeiter und Führungskräfte in der Industrie, Mitarbeiter der IKT) | 855.540    | 1.053.742        |
| Post und Logistik                                                            | 798.552    | 2.072.772        |
| Telekommunikation                                                            | 493.202    | 1.544.731        |
| Grafische Industrie                                                          | 399.742    | 735.806          |
| Sicherheit und Wartung                                                       | 382.014    | 916.463          |
| Medien, Show und Kunst                                                       | 318.496    | 542.233          |
| Sozialversicherungen und Gesundheitsdienst                                   | 183.164    | 543.998          |
| Tourismus                                                                    | 57.233     | 82.250           |
| Elektrizität                                                                 | 43.451     | 103.696          |
| Friseur- und Kosmetikdienste                                                 | 40.952     | 54.970           |
| Glücksspiele                                                                 | 31.163     | 178.086          |
| Zeitarbeitsvermittlungen                                                     | n.v.       | n.v.             |
| insgesamt                                                                    | 6.991.569  | 14.088.515       |